# Archives de l'Union internationale des télécommunications
Les archives de l'Union internationale des télécommunications sont les archives de l'UIT. Elles sont conservées au siège de l'agence à Genève, Suisse.

## Histoire
Depuis sa fondation en 1865, l'Union Internationale des Télécommunications a conservé l'ensemble des documents qu'elle a produit afin de remplir sa fonction originelle « de centraliser les informations et proposer des normes à ses membres, d’éditer un journal ainsi que de publier des statistiques ». Ces archives sont inscrites comme biens culturels suisses d'importance nationale.

## Collections
Les collections conservées aux archives de l'UTI comprennent l'ensemble des actes, publications et imprimés de l'organisation, ainsi que de la documentation sur ses activités et son administration. Elles comprennent également plusieurs cartes des réseaux de communication mondiaux et locaux publiés entre 1875 et 1930 ainsi qu'une bibliothèque d'ouvrages liés aux télécommunications.
Le service des archives de l'UIT travaille également sur un « Programme de numérisation des documents historiques » couvrant plus de 15 000 pages de documents scannés et mis à disposition sur un portail spécifique accessible au personnel de l’organisation ainsi qu'à des chercheurs.